# Phil Hill
Philip Toll Hill Jr., (Miami, 20 de abril de 1927 – Salinas, 28 de agosto de 2008) foi um piloto automobilístico norte-americano, campeão mundial de Fórmula 1 em 1961. Foi o primeiro americano de nascimento que ganhou um campeonato de Fórmula 1, alcançado em 1961. Ele também foi o quarto em 1959, quinto em 1960 e sexto em 1962, sempre como um piloto Scuderia Ferrari, obtendo um total de três vitórias e 16 pódios.
Além disso, Hill venceu três vezes na 24 Horas de Le Mans de 1958, 1961 e 1962, três na 12 Horas de Sebring 1958, 1959 e 1961, e duas no 1 000 km Nürburgring de 1962 e 1966, entre outras realizações no Campeonato Mundial de Resistência, em sua maioria, também com a Ferrari.

## Carreira

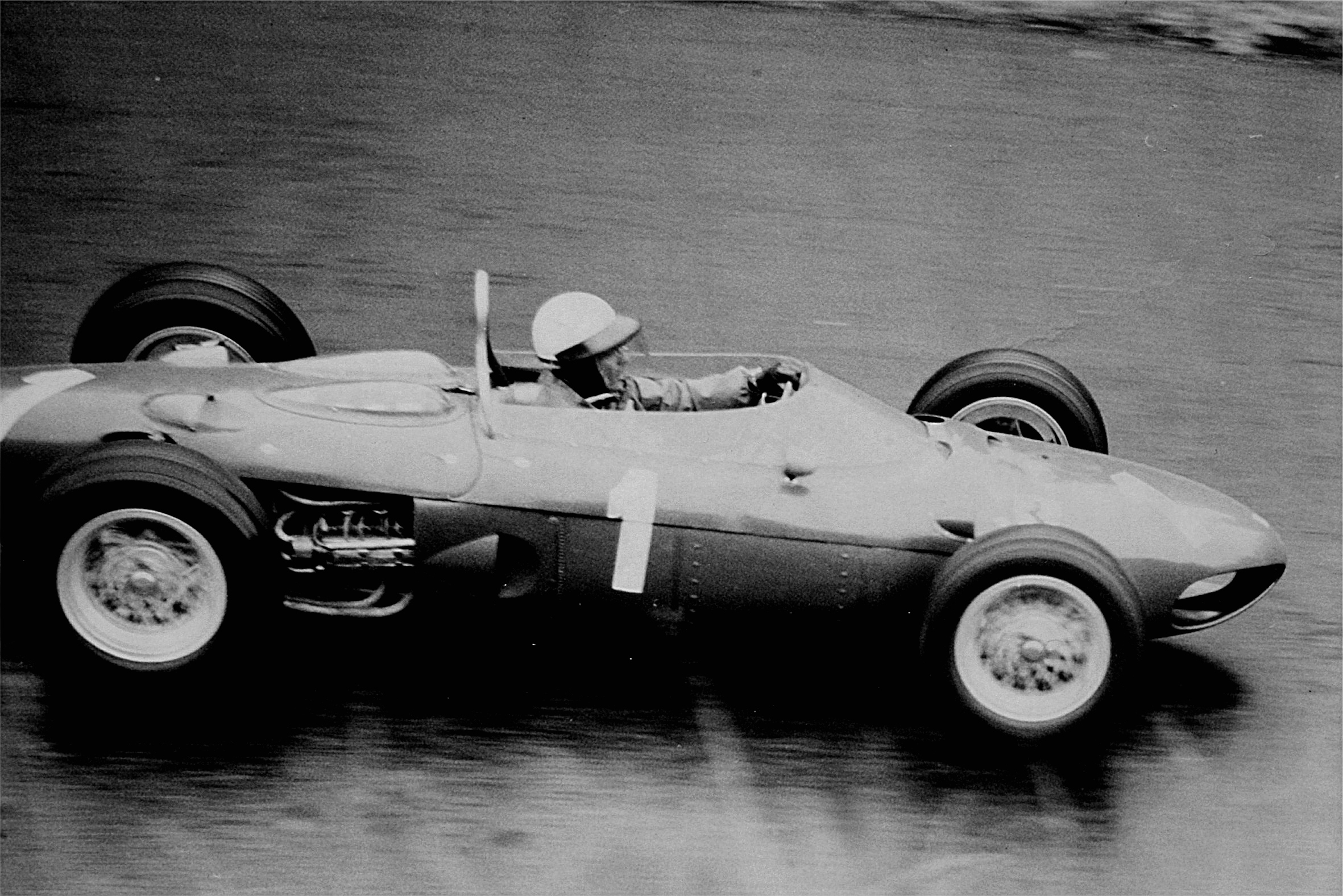
Phil Hill pilotando pela Ferrari no Grande Prêmio da Alemanha de 1962.

Phil Hill cresceu em Santa Mônica, Califórnia, onde viveu até sua morte. Começou a pilotar bem jovem, indo para a Inglaterra como piloto de Jaguar em 1949 e assinando com a equipe de Enzo Ferrari em 1956. Ele estreou no Grande Prêmio da França em Reims em 1958 dirigindo um Maserati. Naquele mesmo ano, ele venceu as 24 horas de Le Mans com o companheiro de equipe, o belga Olivier Gendebien (1924-1998), dirigindo a noite em terríveis condições, já que chovia muito. Ele e Gendebien venceriam a competição mais duas vezes.
Em 1961, Phil Hill venceu as 24 Horas de Le Mans novamente e o campeonato de Fórmula 1 dirigindo pela Ferrari, embora em parte devido a morte de seu companheiro de equipe e principal rival no campeonato Wolfgang Von Trips. Depois de deixar a Ferrari no final de 1962, ele continuou na Fórmula 1 por alguns anos mais até trocá-la por corridas com carros esporte.
Phil Hill é lembrado por ter vencido a primeira e a última corrida de sua carreira: a primeira em Peeble Beach, na Califórnia, e a última nos 1 000 km de Brands Hatch, na Inglaterra, em 1967. E é o campeão do mundo com menos vitórias na F1: apenas três (Itália 60/61 e Bélgica 61).
Em 1991, ele foi incluído no International Motorsports Hall of Fame.
Seu filho Derek correu na Fórmula 3000 em 2003.
Faleceu aos 81 anos. Phil sofria de Mal de Parkinson.
Ele foi o único piloto nascido nos Estados Unidos a ser campeão mundial de Fórmula 1. O outro norte-americano a ser campeão mundial, Mario Andretti, nasceu na Itália e emigrou para a América aos dezoito anos, tornando-se cidadão americano e fazendo carreira no esporte com esta nacionalidade. Phil não tem nenhum grau de parentesco com Graham Hill, apesar do mesmo sobrenome.

### Fórmula 1
(Legenda: Corridas em negrito indicam pole position; corridas em itálico indicam volta mais rápida.)
| Ano  | Equipe                     | Chassis        | Motor       | 1      | 2       | 3       | 4       | 5       | 6       | 7       | 8       | 9       | 10      | 11     | Pontos   | Posição  |
| ---- | -------------------------- | -------------- | ----------- | ------ | ------- | ------- | ------- | ------- | ------- | ------- | ------- | ------- | ------- | ------ | -------- | -------- |
| 1958 | Jo Bonnier                 | Maserati 250F  | Maserati L6 |        |         |         |         |         | FRA 7º  |         |         |         |         |        | 9        | 10º      |
| 1958 | Scuderia Ferrari           | Ferrari 246 F1 | Ferrari V6  |        |         |         |         |         |         |         | GER 9º  |         | ITA *3º | MAR 3º | 9        | 10º      |
| 1959 | Scuderia Ferrari           | Ferrari 246F1  | Ferrari V6  | MON 4º |         | NED 6º  | FRA 2º  |         | GER 3º  | POR Ret | ITA *2º | USA Ret |         |        | 20       | 4º       |
| 1960 | Scuderia Ferrari           | Ferrari 246F1  | Ferrari V6  | ARG 8º | MON 3º  |         | NED Ret | BEL 4º  | FRA 12º | GBR 7º  | POR Ret | ITA 1º  |         |        | 16       | 5º       |
| 1960 | Yeoman Credit Racing Team  | Cooper T51     | Climax L4   |        |         |         |         |         |         |         |         |         | USA 6º  |        | 16       | 5º       |
| 1961 | Scuderia Ferrari SpA SEFAC | Ferrari 156    | Ferrari V6  | MON 3º | NED 2º  | BEL 1º  | FRA 9º  | GBR 2º  | GER 3º  | ITA 1º  |         |         |         |        | 341 (38) | 1º       |
| 1962 | Scuderia Ferrari SpA SEFAC | Ferrari 156    | Ferrari V6  | HOL 3º | MON 2º  | BEL 3º  |         | GBR Ret | GER Ret | ITA 11º |         |         |         |        | 14       | 6º       |
| 1962 | Porsche System Engineering | Porsche 804    | Porsche F8  |        |         |         |         |         |         |         | USA DNS |         |         |        | 14       | 6º       |
| 1963 | Automobili Turismo e Sport | ATS100         | ATS V8      |        | BEL Ret | NED Ret |         |         |         | ITA 11º | USA Ret | MEX Ret |         |        | 0        | NC (26º) |
| 1963 | Ecurie Filipinetti         | Lotus 24       | BRM V8      |        |         |         | FRA NC  |         |         |         |         |         |         |        | 0        | NC (26º) |
| 1964 | Cooper Car Company         | Cooper T73     | Climax V8   | MON 9º | HOL 8º  | BEL Ret | FRA 7º  | GBR 6º  | GER Ret |         |         | USA Ret | MEX 9º  |        | 1        | 19º      |
| 1964 | Cooper Car Company         | Cooper T66     | Climax V8   |        |         |         |         |         |         | AUT Ret |         |         |         |        | 1        | 19º      |
| 1966 | Anglo American Racers      | Eagle T1G      | Climax L4   |        |         |         |         |         |         | ITA NQ  |         |         |         |        | -        | -        |

- ↑1  Nos descartes

#### Estatísticas na Fórmula 1
| Temporada | Equipe                     | Chassi           | Motor           | Corridas | Vitórias | Segundos | Terceiros | Poles | Voltas mais rápidas | Pontos  | Posição |
| --------- | -------------------------- | ---------------- | --------------- | -------- | -------- | -------- | --------- | ----- | ------------------- | ------- | ------- |
| 1958      | Jo Bonnier                 | Maserati 250F    | Maserati 2.5 L6 | 1        | −        | −        | −         | −     | −                   | 9       | 10º     |
| 1958      | Scuderia Ferrari           | Ferrari 156F2    | Ferrari 1.5 V6  | 1        | −        | −        | −         | −     | −                   | 9       | 10º     |
| 1958      | Scuderia Ferrari           | Ferrari Dino 246 | Ferrari 2.4 V6  | 2        | −        | −        | 2         | −     | 1                   | 9       | 10º     |
| 1959      | Scuderia Ferrari           | Ferrari Dino 246 | Ferrari 2.4 V6  | 7        | −        | 2        | 2         | −     | 1                   | 20      | 4.      |
| 1960      | Scuderia Ferrari           | Ferrari Dino 246 | Ferrari 2.4 V6  | 8        | 1        | −        | 1         | 1     | 2                   | 16      | 5º      |
| 1960      | Yeoman Credit Racing Team  | Cooper T51       | Climax 2.5 L4   | 1        | −        | −        | −         | −     | −                   | 16      | 5º      |
| 1961      | Scuderia Ferrari           | Ferrari 156      | Ferrari 1.5 V6  | 7        | 2        | 2        | 2         | 5     | 2                   | 34 (38) | 1º      |
| 1962      | Scuderia Ferrari           | Ferrari 156      | Ferrari 1.5 V6  | 6        | −        | 2        | 1         | −     | −                   | 14      | 6º      |
| 1963      | Automobili Turismo e Sport | A.T.S. 100       | ATS 1.5 V8      | 5        | −        | −        | −         | −     | −                   | −       | NC      |
| 1963      | Ecurie Filipinetti         | Lotus 24         | BRM 1.5 V8      | 1        | −        | −        | −         | −     | −                   | −       | NC      |
| 1964      | Cooper Car Company         | Cooper T73       | Climax 1.5 V8   | 8        | −        | −        | −         | −     | −                   | 1       | 19º     |
| 1964      | Cooper Car Company         | Cooper T66       | Climax 1.5 V8   | 1        | −        | −        | −         | −     | −                   | 1       | 19º     |
| Total     | Total                      | Total            | Total           | 48       | 3        | 5        | 8         | 6     | 6                   | 98      |         |

#### Vitórias do piloto Phil Hill na Fórmula 1
| - GP da Itália de 1960 (Monza) - GP da Bélgica de 1961 (Spa-Francorchamps) - GP da Itália de 1961 (Monza) |

## Outros resultados

### 24 Horas de Le Mans
| Ano  | Equipe                             | Nº | Co-Pilotos         | Carros                    | Classe | Voltas | Geral | Posição Na Classe |
| ---- | ---------------------------------- | -- | ------------------ | ------------------------- | ------ | ------ | ----- | ----------------- |
| 1953 | Rees T. Makins                     | 47 | Fred Wacker Jr.    | O.S.C.A. MT-4             | S1.5   | 80     | DNF   | DNF               |
| 1955 | Scuderia Ferrari                   | 3  | Umberto Maglioli   | Ferrari 735 LM            | S5.0   | 76     | DNF   | DNF               |
| 1956 | Scuderia Ferrari                   | 10 | André Simon        | Ferrari 625 LM            | S3.0   | 107    | DNF   | DNF               |
| 1957 | Scuderia Ferrari                   | 6  | Peter Collins      | Ferrari 335 S             | S5.0   | 2      | DNF   | DNF               |
| 1958 | Scuderia Ferrari                   | 14 | Olivier Gendebien  | Ferrari 250 TR 58         | S3.0   | 305    | 1º    | 1º                |
| 1959 | Scuderia Ferrari                   | 14 | Olivier Gendebien  | Ferrari 250 TR 59         | S3.0   | 263    | DNF   | DNF               |
| 1960 | Scuderia Ferrari                   | 9  | Wolfgang von Trips | Ferrari 250 TR 59/60      | S3.0   | 22     | DNF   | DNF               |
| 1961 | Scuderia Ferrari                   | 10 | Olivier Gendebien  | Ferrari 250 TRI/61        | S3.0   | 333    | 1º    | 1º                |
| 1962 | SpA Ferrari SEFAC                  | 6  | Olivier Gendebien  | Ferrari 330 TRI/LM Spyder | E+3.0  | 331    | 1º    | 1º                |
| 1963 | David Brown / Aston Martin Lagonda | 18 | Lucien Bianchi     | Aston Martin DP215        | P+3.0  | 29     | DNF   | DNF               |
| 1964 | Ford Motor Company                 | 10 | Bruce McLaren      | Ford GT Mk.I              | P5.0   | 192    | DNF   | DNF               |
| 1965 | Shelby-American Inc.               | 2  | Chris Amon         | Ford GT40X                | P5.0   | 89     | DNF   | DNF               |
| 1966 | Chaparral Cars Inc.                | 9  | Jo Bonnier         | Chaparral 2D              | P+5.0  | 111    | DNF   | DNF               |
| 1967 | Chaparral Cars Inc.                | 7  | Mike Spence        | Chaparral 2F              | P+5.0  | 225    | DNF   | DNF               |

### 24 Horas de Daytona
| Ano  | Equipe                     | Nº | Co-Pilotos        | Chassi              | Classe | Voltas | Posição Final | Posição Na Classe |
| ---- | -------------------------- | -- | ----------------- | ------------------- | ------ | ------ | ------------- | ----------------- |
| 1962 | North American Racing Team | 1  | Ricardo Rodríguez | Ferrari Dino 246 SP | S 2.5  | 82     | 2º            | 2º                |
| 1964 | North American Racing Team | 30 | Pedro Rodríguez   | Ferrari 250 GTO     | GT+2.0 | 327    | 1º            | 1º                |
| 1966 | Chaparral Cars Inc.        | 65 | Jo Bonnier        | Chaparral 2D        | P+2.0  | 318    | DNF           | DNF               |
| 1967 | Chaparral Cars, Inc.       | 15 | Mike Spence       | Chaparral 2F        | P+2.0  | 93     | DNF           | DNF               |

### 12 Horas de Sebring
| Ano  | Equipe                     | Co-Pilotos                               | Carro                      | Classe | Voltas | Geral | Posição Na Classe |
| ---- | -------------------------- | ---------------------------------------- | -------------------------- | ------ | ------ | ----- | ----------------- |
| 1953 | William Spear              | Bill Spear                               | Ferrari 225 S              | S3.0   | 56     | DNF   | DNF               |
| 1954 | William Spear              | Bill Spear                               | Ferrari 375 MM             | S 5.0  | 60     | DNF   | DNF               |
| 1955 | Allen Guiberson            | Carroll Shelby                           | Ferrari 750 Monza Spyder   | S3.0   | 182    | 2º    | 1º                |
| 1956 | George Tilp                | Masten Gregory                           | Ferrari 857 S              | S 5.0  | 61     | DNF   | DNF               |
| 1957 | Ferrari Factory            | Wolfgang von Trips                       | Ferrari 290 MM             | S 5.0  | 106    | DNF   | DNF               |
| 1958 | Scuderia Ferrari           | Peter Collins                            | Ferrari 250 TR 58          | S 3.0  | 200    | 1º    | 1º                |
| 1959 | Scuderia Ferrari           | Dan Gurney Chuck Daigh Olivier Gendebien | Ferrari 250 TR 59          | S 3.0  | 188    | 1º    | 1º                |
| 1961 | Sefac Automobile Ferrari   | Olivier Gendebien                        | Ferrari 250 TRI/61         | S 3.0  | 210    | 1º    | 1º                |
| 1962 | North American Racing Team | Olivier Gendebien                        | Ferrari 250 GTO            | GT 3.0 | 196    | 2º    | 1º                |
| 1963 | Ed Hugus                   | Ken Miles Lew Spencer                    | Shelby Cobra               | GT+4.0 | 192    | 11º   | 1º                |
| 1963 | Shelby American, Inc.      | Dan Gurney                               | Shelby Cobra               | GT+4.0 | 163    | 29º   | 5º                |
| 1964 | Ford of France             | Jo Schlesser                             | Shelby Cobra               | GT 5.0 | 203    | 6º    | 3º                |
| 1965 | Shelby American, Inc.      | Lew Spencer Jim Adams                    | Shelby Cobra Daytona Coupe | GT 5.0 | 173    | 21º   | 5º                |
| 1965 | Ken Miles                  | Richie Ginther                           | Ford GT40                  | P+4.0  | 37     | DNF   | DNF               |
| 1966 | Chaparral Cars Inc.        | Jo Bonnier                               | Chaparral 2D               | P+5.0  | 27     | DNF   | DNF               |

Vitórias principais:
- 24 Horas de Le Mans (3): 1958, 1961, 1962
- 12 Horas de Sebring (3): 1958, 1959, 1961
- 1 000 km Buenos Aires (2): 1958, 1960
- 1 000 km Nürburgring (2): 1962, 1966
- F1 Grande Prêmio da Itália (2): 1960, 1961
- F1 Grande Prêmio da Bélgica (1): 1961
- 1 000 km Brands Hatch: 1967